# 天主教亞美尼亞城教區
天主教亞美尼亞城教區（拉丁語：Dioecesis Armeniensis）是哥倫比亞一個羅馬天主教教區，屬馬尼薩萊斯總教區。
教區成立於1952年12月17日，位於金迪奧省，教座位於首府亞美尼亞城。2006年有教友422,000人（佔轄區總人口82.4%）、四十三個堂區、九十九名司鐸。現任教區主教為嘉祿·阿爾圖羅·金特羅·戈麥斯，榮休主教為保祿·埃米羅·薩拉斯·安特利斯。